# Paraclupea
Paraclupea è un genere di pesci ossei estinto, appartenente agli ellimmittiformi. Visse tra la fine del Cretaceo inferiore e l'inizio del Cretaceo superiore (Aptiano - Cenomaniano, circa 120 - 100 milioni di anni fa) e i suoi resti fossili sono stati ritrovati in Cina, in Messico e in Tunisia.

## Descrizione
Di piccole dimensioni, questo pesce solitamente non superava i 15 centimetri di lunghezza e la forma del corpo ricordava vagamente quella di un'aringa dal corpo particolarmente ampio. La caratteristica principale di Paraclupea e di altri pesci simili era la presenza di numerosi scudi dorsali e ventrali, che decorrevano dalla zona immediatamente successiva al capo per poi finire, rispettivamente, nella zona dove iniziava la pinna dorsale e nella zona della pinna anale. Rispetto a generi simili come Ellimmichthys, Paraclupea possedeva un corpo leggermente più slanciato e un numero maggiore di vertebre e di scudi. Ognuno di questi scudi possedeva una carena mediana e, in molti di questi scudi, la carena si estendeva posteriormente sullo scudo successivo formando una spina appuntita.

## Classificazione
La specie tipo, Paraclupea chetungensis, venne descritta per la prima volta nel 1950 da Du sulla base di fossili ritrovati nella provincia di Zhejiang in Cina, in terreni del Cretaceo inferiore. Altri fossili sono stati poi ritrovati anche nella provincia di Fujian. Nel 2017 è stata descritta un'altra specie, Paraclupea seilacheri, proveniente dall'Albiano del Messico. La specie nota come "Diplomystus" solignaci, del Cretaceo inferiore della Tunisia, è stata ridescritta nel 2022 come Paraclupea solignaci.
Inizialmente Du attribuì Paraclupea ai clupeidi, sulla base di alcune caratteristiche riconosciute in seguito come basali per i clupeomorfi (ad esempio la presenza di sottili denti lungo le fauci e di scudi addominali. Successivamente, alcuni studi hanno messo in luce le affinità di questa forma con altri pesci tipici del Cretaceo, come Ellimmichthys ed Ellimma; questi pesci fanno parte (insieme ad altre forme come Diplomystus, Sorbinichthys e Armigatus) degli ellimmittiformi, un gruppo di pesci ossei affini ai clupeiformi, e perciò classificati insieme a questi ultimi nei clupeomorfi. Paraclupea sembrerebbe essere il più stretto parente di Ellimmichthys, ma occupa una posizione più basale in un clade monofiletico noto come Paraclupeidae. 